# Grundschule Gries

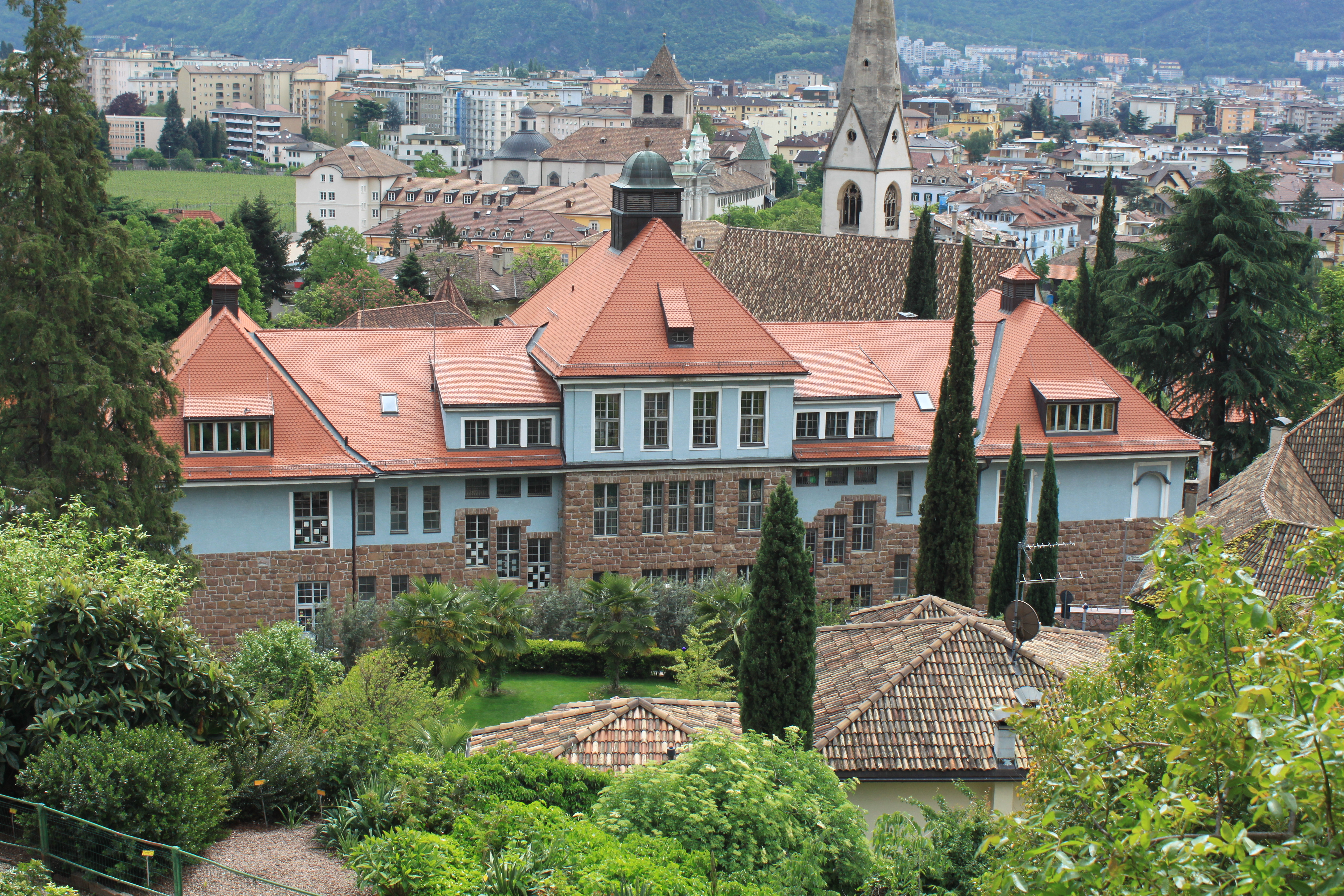
Die Grundschule Gries von der Guntschnapromenade aus betrachtet

Die Grundschule Gries (zuvor Volksschule Gries und Antonio-Rosmini-Schule) befindet sich im Bozner Stadtteil Gries in Südtirol. Sie ist in einem seit 1985 denkmalgeschützten Gebäude untergebracht. 
Die Grundschule Gries, eine Grundschule mit deutscher Unterrichtssprache, hat ihren Sitz in einem Gebäude in der Martin-Knoller-Straße. Dieses wurde 1908 nach Entwürfen der Münchner Architekten Alois und Gustav Ludwig in Jugendstilformen errichtet. Um das Areal für den mächtigen Schulneubau zu schaffen, wurde hierbei der aus dem Mittelalter stammende Lofferer-Hof, der frühere Meierhof des Hochstifts Freising, zwischen der Alten Grieser Pfarrkirche und dem Ansitz Berndorf gelegen, abgerissen. Am 11. September 1909 wurde die Schule eingeweiht. Damals hieß sie Volksschule Gries. Im Zuge der Italienisierung Südtirols wurde sie in den späten 1920er-Jahren in Antonio-Rosmini-Schule umbenannt. 2000 wurde eine neue Turnhalle errichtet. 2008 erhielt die Schule anlässlich des 100-Jahr-Jubiläums den Namen Grundschule Gries.